# Paricana
Paricana är ett släkte av insekter. Paricana ingår i familjen Tropiduchidae.
Kladogram enligt Catalogue of Life:
| Paricana | \| \| Paricana boninensis \| \| \| \| \| \| Paricana dilatipennis \| \| \| \| |
|          | \| \| Paricana boninensis \| \| \| \| \| \| Paricana dilatipennis \| \| \| \| |
|          | Paricana boninensis                                                           |
|          |                                                                               |
|          | Paricana dilatipennis                                                         |
|          |                                                                               |